# Elezioni parlamentari in Iraq del 1980
Le elezioni parlamentari in Iraq del 1980 si tennero il 20 giugno; furono le prime dopo quelle del 1958. In totale vi furono circa 860 candidati e il Partito Ba'th ottenne 187 seggi su 250. L'affluenza fu dell'80% circa.

## Risultati
| Liste         | Voti | %    | Seggi |
| ------------- | ---- | ---- | ----- |
| Partito Ba'th |      | 74,8 | 187   |
| Indipendenti  |      | 25,2 | 63    |
| Totale        |      | 100  | 250   |
| Fonte: IPU    |      |      |       |